# 2. Frauen-Bundesliga
La 2. Frauen-Bundesliga (seconda lega (calcistica) federale femminile) è un torneo di calcio femminile professionistico, secondo livello nella struttura del campionato tedesco femminile di calcio organizzato dalla federazione calcistica della Germania (Deutscher Fußball-Bund - DFB).
Creato nel 2004, è il livello di accesso alla Frauen-Bundesliga.

## Formato
Il campionato è composto di 14 squadre, che disputano un girone all'italiana con partite di andata e ritorno, per un totale di 26 giornate. Al campionato possono accedere anche le formazioni riserva delle squadre di Frauen-Bundesliga. Le prime due classificate vengono promosse in Frauen-Bundesliga; se tra le prime due vi è una formazione riserva, allora viene promossa a scalare la squadra successiva non riserva. Le ultime tre classificate vengono retrocesse in Frauen-Regionalliga.
Fino alla stagione 2017-2018 la formula del campionato constava di due gironi all'italiana da dodici squadre ciascuno, girone Nord e girone Süd, al quale potevano accedere anche le formazioni riserva delle squadre femminili titolari. Le rispettive vincitrici dei due gironi accedevano alla Frauen-Bundesliga a meno di essere una squadra riserve, in quel caso veniva promossa la prima squadra titolare presente in classifica, mentre le ultime due classificate venivano retrocesse in Frauen-Regionalliga.

## Albo d'oro

### Campionato a due gironi
| Edizione  | Vincitore gruppo Nord | Vincitore gruppo Sud |
| --------- | --------------------- | -------------------- |
| 2004-2005 | Brauweiler Pulheim    | Sindelfingen         |
| 2005-2006 | Wolfsburg             | Crailsheim           |
| 2006-2007 | Wattenscheid 09       | Saarbrücken          |
| 2007-2008 | Herforder             | Jena                 |
| 2008-2009 | TeBe Berlino          | Saarbrücken          |
| 2009-2010 | Herforder             | Bayer Leverkusen     |
| 2010-2011 | Amburgo II            | Friburgo             |
| 2011-2012 | Turbine Potsdam II    | Sindelfingen         |
| 2012-2013 | Cloppenburg           | Hoffenheim           |
| 2013-2014 | Turbine Potsdam II    | Sand                 |
| 2014-2015 | Lübars                | Colonia              |
| 2015-2016 | MSV Duisburg          | Hoffenheim II        |
| 2016-2017 | Werder Brema          | Hoffenheim II        |
| 2017-2018 | Borussia M'gladbach   | Hoffenheim II        |
| 2020-2021 | Carl Zeiss Jena       | Colonia              |

### Campionato a girone unico
| Edizione  | Vincitore        | Promozioni                       |
| --------- | ---------------- | -------------------------------- |
| 2018-2019 | Bayern Monaco II | Colonia, Jena                    |
| 2019-2020 | Werder Brema     | Werder Brema, Meppen             |
| 2021-2022 | Meppen           | Meppen, MSV Duisburg             |
| 2022-2023 | RB Lipsia        | RB Lipsia, Norimberga            |
| 2023-2024 | Turbine Potsdam  | Turbine Potsdam, Carl Zeiss Jena |
| 2024-2025 | Union Berlino    | Union Berlino, Norimberga        |